# Оса (планина)
Вижте пояснителната страница за други значения на Оса.
О̀са (на гръцки: Όσσα), също известна като Кисавос (Κίσσαβος), е планински масив, изграждащ естествена бариера между Тесалия и Македония. Намира се в ном Лариса между Мавровуни на юг и планинския масив Долен Олимп на север, като от Като Олимп я разделя река Пеней и Темпейската долина. Най-високият връх е Свети Илия, издигащ се 1978 м над морското равнище.

## Природа
Масивът на Оса е на границата между умерения и субтропичния климатичен пояс. По-ниските части на планината са обрасли с храсталаци, а по високите била на планината се виждат борове и други студенолюбиви видове, а съвсем високите части са голи или покрити със сухолюбиви и студолюбиви мъхове и лишеи. . Широколистните и иглолистни видове в О̀са са типични дървета, срещани в Северна Гърция и южната част на Северна Македония и Югозападна България:
- Бряст (Ulmus sp.),
- Бук (Fagus sylvatica и Fagus Orientalis
- Българска ела (Abies borisii-regis)
- Дрян(Cornus mas sp.),
- Дъб (Quercus sp.),
- Пирен (Erica sp.),
- Лешник(Corylus sp.)
- Липа (Tilia)
- Сладък кестен (Castanea sativa)
- Филирея (Phillyrea sp.),
- Явор (Acer sp.),
- Ягодово дърво (Arbutus sp.)[2] и други. Опитомяването на сладки кестени се вижда в по-ниските части на планината 300-500 м, където хомогенни масиви покриват хълмовете и се гледат предимно заради плодовете, не толкова за дървесина. На височина над 500 м над морското равнище се срещат букове. На височина 1000-1450 м. се среща вече иглолистна флора - представител: българската ела. Голяма част от горите на О̀са са защитени като Обществено-значими области и Специално защитени области от флора и фауна[3]. Годишните валежи благодарение на влажните източни ветрове са благоприятни за развитието на много видове, от които повече от 30 ендемични видове, измежду тях: Silene multicaulis genistifolia, Teucrium chamaedrys olympicum, Lamium garganticum stratium ендемен за Балканския полуостров. Това превръща планината О̀са в естествена ботаническа градина.

Специалната защитена област за птици покрива площ от 17 хиляди хектара. Птиците са соколи, орли, сови и други. 

## Туризъм
Планината е отворена за туристи по път северно от Карица.
В Оса се намират два известни манастира – на североизточните склонове е манастира на Комнините, а на югозападните - женският Свети Йоан Кръстител.

## В митологията
Митичната легенда твърди, че планината О̀са е издигната от Алоадите - От и Ефиалт, които се славили с нечовеческата си сила и в стремежа си да се изкачат на Олимп, за да се оженят за Артемида и Хера, натрупали няколко планини една върху друга, като планината Пелион се оказала върху планината О̀са.